# 萩原朔太郎賞
萩原朔太郎賞（はぎわらさくたろうしょう）は、現代詩を対象とする文学賞である。

## 概要
前橋市が1993年（平成5年）の市制施行100周年を記念し、同市出身の詩人萩原朔太郎にちなんで設けられた文学賞。前橋市と「萩原朔太郎賞の会」の主催し、新潮社の協力、東和銀行の協賛により行われる。受賞作と選評の発表は『新潮』誌上で、賞の贈呈式は前橋文学館で行われる。受賞者には正賞としてブロンズ製の萩原朔太郎像、副賞として賞金100万円が贈られる。

## 受賞作一覧

### 第1回から第10回
| 回（年）           | 賞   | 受賞者     | 受賞作                                                      | 刊行                            |
| ------------------ | ---- | ---------- | ----------------------------------------------------------- | ------------------------------- |
| 第1回（1993年度）  | 受賞 | 谷川俊太郎 | 『世間知ラズ』                                              | 1993年5月 思潮社                |
| 第1回（1993年度）  | 候補 | 岡田隆彦   | 『鴫立つ澤の』                                              | 1992年9月 思潮社                |
| 第1回（1993年度）  | 候補 | 藤井貞和   | 『大切なものを収める家』                                    | 1992年11月 思潮社               |
| 第1回（1993年度）  | 候補 | 平出隆     | 『左手日記例言』                                            | 1993年6月 白水社                |
| 第1回（1993年度）  | 候補 | 建畠晢     | 『そのハミングをしも』                                      | 1993年7月 思潮社                |
| 第1回（1993年度）  | 候補 | 平田俊子   | 『（お）もろい夫婦』                                        | 1993年8月 思潮社                |
| 第2回（1994年度）  | 受賞 | 清水哲男   | 『夕陽に赤い帆』                                            | 1994年4月 思潮社                |
| 第2回（1994年度）  | 候補 | 大野新     | 『乾季のおわり』                                            | 1993年11月 砂子屋書房           |
| 第2回（1994年度）  | 候補 | 川田絢音   | 『球状の種子』                                              | 1993年12月 思潮社               |
| 第2回（1994年度）  | 候補 | 中江俊夫   | 『気体状 Gas state』                                        | 1994年5月 ミッドナイト・プレス  |
| 第2回（1994年度）  | 候補 | 入沢康夫   | 『漂ふ舟――わが地獄くだり』                                  | 1994年6月 思潮社                |
| 第2回（1994年度）  | 候補 | 藤富保男   | 『サディ氏人相書付』                                        | 1994年8月 書肆山田              |
| 第3回（1995年度）  | 受賞 | 吉原幸子   | 『発光』                                                    | 1995年5月 思潮社                |
| 第3回（1995年度）  | 候補 | 粒来哲蔵   | 『笑い月』                                                  | 1994年9月 書肆山田              |
| 第3回（1995年度）  | 候補 | 荒川洋治   | 『坑夫トッチルは電気をつけた』                              | 1994年10月 彼方社               |
| 第3回（1995年度）  | 候補 | 衣更着信   | 『モダニストの絵』                                          | 1994年11月 思潮社               |
| 第3回（1995年度）  | 候補 | 飯島耕一   | 『さえずりきこう』                                          | 1994年12月 角川書店             |
| 第3回（1995年度）  | 候補 | 天沢退二郎 | 『夜の戦い』                                                | 1995年6月 思潮社                |
| 第4回（1996年度）  | 受賞 | 辻征夫     | 『俳諧辻詩集』                                              | 1996年6月 思潮社                |
| 第4回（1996年度）  | 候補 | 吉増剛造   | 『花火の家の入口で』                                        | 1995年12月 青土社               |
| 第4回（1996年度）  | 候補 | 淺山泰美   | 『月暈』                                                    | 1996年2月 思潮社                |
| 第4回（1996年度）  | 候補 | 季村敏夫   | 『日々の、すみか』                                          | 1996年4月 書肆山田              |
| 第4回（1996年度）  | 候補 | 建畠晢     | 『パトリック世紀』                                          | 1996年6月 思潮社                |
| 第5回（1997年度）  | 受賞 | 渋沢孝輔   | 『行き方知れず抄』                                          | 1997年6月 思潮社                |
| 第5回（1997年度）  | 候補 | 鈴木志郎康 | 『石の風』                                                  | 1996年10月 書肆山田             |
| 第5回（1997年度）  | 候補 | 清水昶     | 『芭蕉』                                                    | 1997年1月 砂子屋書房            |
| 第5回（1997年度）  | 候補 | 小池昌代   | 『永遠に来ないバス』                                        | 1997年3月 思潮社                |
| 第5回（1997年度）  | 候補 | 稲川方人   | 『君の時代の貴重な作家が死んだ朝に 君が書いた幼い詩の復習』 | 1997年5月 書肆山田              |
| 第5回（1997年度）  | 候補 | 池井昌樹   | 『晴夜』                                                    | 1997年6月 思潮社                |
| 第6回（1998年度）  | 受賞 | 財部鳥子   | 『烏有の人』                                                | 1998年6月 思潮社                |
| 第6回（1998年度）  | 候補 | 城戸朱理   | 『夷狄―バルバロイ』                                         | 1998年2月 思潮社                |
| 第6回（1998年度）  | 候補 | 高橋睦郎   | 『この世あるいは箱の人』                                    | 1998年3月 思潮社                |
| 第6回（1998年度）  | 候補 | 山本かずこ | 『思い出さないこと 忘れないこと』                           | 1998年7月 ミッドナイト・プレス  |
| 第6回（1998年度）  | 候補 | 平林敏彦   | 『月あかりの村で』                                          | 1998年8月 青猫座                |
| 第7回（1999年度）  | 受賞 | 安藤元雄   | 『めぐりの歌』                                              | 1999年6月 思潮社                |
| 第7回（1999年度）  | 候補 | 金時鐘     | 『化石の夏』                                                | 1998年10月 海風社／陶院叢書     |
| 第7回（1999年度）  | 候補 | 倉田比羽子 | 『カーニバル』                                              | 1998年11月 書肆山田             |
| 第7回（1999年度）  | 候補 | 小池昌代   | 『もっとも官能的な部屋』                                    | 1999年6月 書肆山田              |
| 第7回（1999年度）  | 候補 | 季村敏夫   | 『かむなで』                                                | 1999年8月 書肆山田              |
| 第8回（2000年度）  | 受賞 | 江代充     | 『梢にて』                                                  | 2000年7月 書肆山田              |
| 第8回（2000年度）  | 候補 | 辻井喬     | 『わたつみ・しあわせな日日』                                | 1999年11月 思潮社               |
| 第8回（2000年度）  | 候補 | 山本楡美子 | 『うたつぐみ』                                              | 2000年2月 書肆山田              |
| 第8回（2000年度）  | 候補 | 相澤啓三   | 『五月の笹が峰』                                            | 2000年4月 書肆山田              |
| 第8回（2000年度）  | 候補 | 川田絢音   | 『泥土』                                                    | 2000年8月 アリス舎              |
| 第9回（2001年度）  | 受賞 | 町田康     | 『土間の四十八滝』                                          | 2001年7月 メディアファクトリー  |
| 第9回（2001年度）  | 候補 | 柴田千晶   | 『空室 1991-2000』                                          | 2000年10月 ミッドナイト・プレス |
| 第9回（2001年度）  | 候補 | 井川博年   | 『そして、船は行く』                                        | 2001年5月 思潮社                |
| 第9回（2001年度）  | 候補 | 飯島耕一   | 『浦伝い 詩型を旅する』                                     | 2001年6月 思潮社                |
| 第9回（2001年度）  | 候補 | 新井豊美   | 『切断と接続』                                              | 2001年6月 思潮社                |
| 第9回（2001年度）  | 候補 | 小池昌代   | 『夜明け前十分』                                            | 2001年6月 思潮社                |
| 第10回（2002年度） | 受賞 | 入沢康夫   | 『遐い宴楽 とほいうたげ』                                   | 2002年6月 書肆山田              |
| 第10回（2002年度） | 候補 | 長谷川龍生 | 『立眠』                                                    | 2002年4月 思潮社                |
| 第10回（2002年度） | 候補 | 藤井貞和   | 『ことばのつえ、ことばのつえ』                              | 2002年4月 思潮社                |
| 第10回（2002年度） | 候補 | 稲葉真弓   | 『母音の川』                                                | 2002年6月 思潮社                |
| 第10回（2002年度） | 候補 | 佐々木幹郎 | 『砂から』                                                  | 2002年7月 書肆山田              |
| 第10回（2002年度） | 候補 | 正津勉     | 『遊山』                                                    | 2002年8月 思潮社                |
| 第10回（2002年度） | 候補 | 石牟礼道子 | 『はにかみの国 石牟礼道子全詩集』                           | 2002年8月 石風社                |

### 第11回から第20回
| 回（年）           | 賞   | 受賞者             | 受賞作                                              | 刊行                           |
| ------------------ | ---- | ------------------ | --------------------------------------------------- | ------------------------------ |
| 第11回（2003年度） | 受賞 | 四元康祐           | 『噤みの午後』                                      | 2003年7月 思潮社               |
| 第11回（2003年度） | 候補 | 大岡信             | 『旅みやげ にしひがし』                             | 2002年11月 集英社              |
| 第11回（2003年度） | 候補 | 白石かずこ         | 『浮遊する母、都市』                                | 2003年1月 書肆山田             |
| 第11回（2003年度） | 候補 | 友部正人           | 『夜中の鳩』                                        | 2003年1月 思潮社               |
| 第11回（2003年度） | 候補 | 岩成達也           | 『（ひかり）、……擦過。』                            | 2003年6月 書肆山田             |
| 第12回（2004年度） | 受賞 | 平田俊子           | 『詩七日』                                          | 2004年7月 思潮社               |
| 第12回（2004年度） | 候補 | 川崎洋             | 『埴輪たち』                                        | 2004年4月 思潮社               |
| 第12回（2004年度） | 候補 | 八木忠栄           | 『雲の縁側』                                        | 2004年4月 思潮社               |
| 第12回（2004年度） | 候補 | まど・みちお       | 『たったった』                                      | 2004年5月 理論社               |
| 第12回（2004年度） | 候補 | 佐々木幹郎         | 『悲歌が生まれるまで』                              | 2004年7月 思潮社               |
| 第12回（2004年度） | 候補 | 高貝弘也           | 『半世記』                                          | 2004年7月 書肆山田             |
| 第13回（2005年度） | 受賞 | 荒川洋治           | 『心理』                                            | 2005年5月 みすず書房           |
| 第13回（2005年度） | 候補 | 稲垣瑞雄           | 『淡きものたちよ』                                  | 2005年3月 書肆山田             |
| 第13回（2005年度） | 候補 | 井上輝夫           | 『冬 ふみわけて』                                   | 2005年7月 ミッドナイト・プレス |
| 第13回（2005年度） | 候補 | 高橋睦郎           | 『語らざる者をして語らしめよ』                      | 2005年7月 思潮社               |
| 第13回（2005年度） | 候補 | 福間健二           | 『侵入し、通過してゆく my favorite things』         | 2005年7月 思潮社               |
| 第13回（2005年度） | 候補 | 倉田比羽子         | 『世界の優しい無関心』                              | 2005年7月 思潮社               |
| 第14回（2006年度） | 受賞 | 松本圭二           | 『アストロノート』                                  | 2006年1月 「重力」編集会議     |
| 第14回（2006年度） | 候補 | 高谷和幸           | 『回転子』                                          | 2006年3月 思潮社               |
| 第14回（2006年度） | 候補 | 井川博年           | 『幸福 KOFUKU』                                     | 2006年5月 思潮社               |
| 第14回（2006年度） | 候補 | 川口晴美           | 『やわらかい檻』                                    | 2006年5月 書肆山田             |
| 第14回（2006年度） | 候補 | 辻井喬             | 『鷲がいて』                                        | 2006年5月 思潮社               |
| 第14回（2006年度） | 候補 | 小長谷清実         | 『わが友、泥ん人』                                  | 2006年8月 書肆山田             |
| 第15回（2007年度） | 受賞 | 伊藤比呂美         | 『とげ抜き 新巣鴨地蔵縁起』                         | 2007年6月 講談社               |
| 第15回（2007年度） | 候補 | 粒来哲蔵           | 『穴』                                              | 2006年10月 書肆山田            |
| 第15回（2007年度） | 候補 | 四方田犬彦         | 『人生の乞食』                                      | 2007年6月 書肆山田             |
| 第15回（2007年度） | 候補 | 川田絢音           | 『それは 消える字』                                 | 2007年4月 ミッドナイト・プレス |
| 第15回（2007年度） | 候補 | 北川透             | 『溶ける、目覚まし時計』                            | 2007年7月 思潮社               |
| 第15回（2007年度） | 候補 | 天沢退二郎         | 『人間の運命 黄変綺草集』                           | 2007年5月 思潮社               |
| 第16回（2008年度） | 受賞 | 鈴木志郎康         | 『声の生地』                                        | 2008年4月 書肆山田             |
| 第16回（2008年度） | 候補 | 蜂飼耳             | 『隠す葉』                                          | 2007年9月 思潮社               |
| 第16回（2008年度） | 候補 | 正津勉             | 『嬉遊曲』                                          | 2008年7月 アーツアンドクラフツ |
| 第16回（2008年度） | 候補 | アーサー・ビナード | 『左右の安全』                                      | 2007年10月 集英社              |
| 第16回（2008年度） | 候補 | 辻井喬             | 『自伝詩のためのエスキース』                        | 2008年7月 思潮社               |
| 第16回（2008年度） | 候補 | 山崎佳代子         | 『アトス、しずかな旅人』                            | 2008年3月 書肆山田             |
| 第17回（2009年度） | 受賞 | 松浦寿輝           | 『吃水都市』                                        | 2008年10月 思潮社              |
| 第17回（2009年度） | 候補 | 田口犬男           | 『聖フランチェスコの鳥』                            | 2008年10月 思潮社              |
| 第17回（2009年度） | 候補 | 河津聖恵           | 『新鹿』                                            | 2009年3月 思潮社               |
| 第17回（2009年度） | 候補 | 長田弘             | 『世界はうつくしいと』                              | 2009年4月 みすず書房           |
| 第17回（2009年度） | 候補 | 松尾真由美         | 『不完全協和音 コンソナーンツァ・インペルフェット』 | 2009年6月 思潮社               |
| 第17回（2009年度） | 候補 | 守中高明           | 『系族』                                            | 2009年7月 思潮社               |
| 第18回（2010年度） | 受賞 | 小池昌代           | 『コルカタ』                                        | 2010年3月 思潮社               |
| 第18回（2010年度） | 候補 | 金時鐘             | 『失くした季節 金時鐘四時詩集』                     | 2010年2月 藤原書店             |
| 第18回（2010年度） | 候補 | 辺見庸             | 『生首』                                            | 2010年3月 毎日新聞社           |
| 第18回（2010年度） | 候補 | 有働薫             | 『幻影の足』                                        | 2010年5月 思潮社               |
| 第18回（2010年度） | 候補 | 高貝弘也           | 『露光』                                            | 2010年7月 書肆山田             |
| 第18回（2010年度） | 候補 | 貞久秀紀           | 『明示と暗示』                                      | 2010年7月 思潮社               |
| 第19回（2011年度） | 受賞 | 福間健二           | 『青い家』                                          | 2011年7月 思潮社               |
| 第19回（2011年度） | 候補 | 陶原葵             | 『明石、時、』                                      | 2010年9月 思潮社               |
| 第19回（2011年度） | 候補 | 山崎佳代子         | 『みをはやみ』                                      | 2010年9月 書肆山田             |
| 第19回（2011年度） | 候補 | 管啓次郎           | 『Agend'Ars』                                       | 2010年9月 左右社               |
| 第19回（2011年度） | 候補 | 季村敏夫           | 『ノミトビヒヨシマルの独言』                        | 2011年1月 書肆山田             |
| 第19回（2011年度） | 候補 | 和合亮一           | 『詩ノ黙礼』                                        | 2011年6月 新潮社               |
| 第20回（2012年度） | 受賞 | 佐々木幹郎         | 『明日』                                            | 2011年10月 思潮社              |
| 第20回（2012年度） | 候補 | 野村喜和夫         | 『ヌードな日』                                      | 2011年10月 思潮社              |
| 第20回（2012年度） | 候補 | 木村迪夫           | 『飛ぶ男』                                          | 2012年6月 書肆山田             |
| 第20回（2012年度） | 候補 | 辻井喬             | 『死について』                                      | 2012年7月 思潮社               |
| 第20回（2012年度） | 候補 | 大江麻衣           | 『にせもの 鹿は人がいないところには行かない』       | 2012年8月 紫陽社               |

### 第21回から第30回
| 回（年）           | 賞   | 受賞者           | 受賞作                                                          | 刊行                     |
| ------------------ | ---- | ---------------- | --------------------------------------------------------------- | ------------------------ |
| 第21回（2013年度） | 受賞 | 建畠晢           | 『死語のレッスン』                                              | 2013年7月 思潮社         |
| 第21回（2013年度） | 候補 | 岩佐なを         | 『海町』                                                        | 2013年5月 思潮社         |
| 第21回（2013年度） | 候補 | 野木京子         | 『明るい日』                                                    | 2013年6月 思潮社         |
| 第21回（2013年度） | 候補 | 和合亮一         | 『廃炉詩篇』                                                    | 2013年6月 思潮社         |
| 第21回（2013年度） | 候補 | 長田弘           | 『奇跡―ミラクル―』                                              | 2013年7月 みすず書房     |
| 第22回（2014年度） | 受賞 | 三角みづ紀       | 『隣人のいない部屋』                                            | 2013年9月 思潮社         |
| 第22回（2014年度） | 候補 | 時里二郎         | 『石目』                                                        | 2013年10月 書肆山田      |
| 第22回（2014年度） | 候補 | 粕谷栄市         | 『瑞兆』                                                        | 2013年10月 思潮社        |
| 第22回（2014年度） | 候補 | 中村和恵         | 『天気予報』                                                    | 2014年2月 紫陽社         |
| 第22回（2014年度） | 候補 | 池井昌樹         | 『冠雪富士』                                                    | 2014年6月 思潮社         |
| 第22回（2014年度） | 候補 | 中尾太一         | 『a note of faith ア・ノート・オブ・フェイス』                  | 2014年7月 思潮社         |
| 第23回（2015年度） | 受賞 | 川田絢音         | 『雁の世』                                                      | 2015年5月 思潮社         |
| 第23回（2015年度） | 候補 | 季村敏夫         | 『膝で歩く』                                                    | 2014年8月 書肆山田       |
| 第23回（2015年度） | 候補 | 最果タヒ         | 『死んでしまう系のぼくらに』                                    | 2014年9月 リトルモア     |
| 第23回（2015年度） | 候補 | 友部正人         | 『バス停に立ち宇宙船を待つ』                                    | 2015年3月 ナナロク社     |
| 第23回（2015年度） | 候補 | 和合亮一         | 『木にたずねよ』                                                | 2015年4月 明石書店       |
| 第23回（2015年度） | 候補 | 川口晴美         | 『Tiger is here.』                                              | 2015年7月 思潮社         |
| 第24回（2016年度） | 受賞 | 日和聡子         | 『砂文』                                                        | 2015年10月 思潮社        |
| 第24回（2016年度） | 候補 | 斎藤恵子         | 『夜を叩く人』                                                  | 2015年9月 思潮社         |
| 第24回（2016年度） | 候補 | 稲川方人         | 『形式は反動の階級に属している』                                | 2015年10月 書肆子午線    |
| 第24回（2016年度） | 候補 | 野村喜和夫       | 『久美泥日誌』                                                  | 2015年11月 書肆山田      |
| 第24回（2016年度） | 候補 | 田村雅之         | 『碓氷』                                                        | 2016年6月 砂子屋書房     |
| 第25回（2017年度） | 受賞 | 岡本啓           | 『絶景ノート』                                                  | 2017年7月 思潮社         |
| 第25回（2017年度） | 候補 | 岩阪恵子         | 『その路地をぬけて』                                            | 2016年12月 思潮社        |
| 第25回（2017年度） | 候補 | 藤井貞和         | 『美しい小弓を持って』                                          | 2017年8月 思潮社         |
| 第25回（2017年度） | 候補 | 高柳誠           | 『放浪彗星通信』                                                | 2017年6月 書肆山田       |
| 第25回（2017年度） | 候補 | 貞久秀紀         | 『具現』                                                        | 2017年6月 思潮社         |
| 第25回（2017年度） | 候補 | 河津聖恵         | 『夏の花』                                                      | 2017年5月 思潮社         |
| 第26回（2018年度） | 受賞 | 中本道代         | 『接吻』                                                        | 2018年7月 思潮社         |
| 第26回（2018年度） | 候補 | 管啓次郎         | 『数と夕方』                                                    | 2017年9月 左右社         |
| 第26回（2018年度） | 候補 | 広瀬大志         | 『魔笛』                                                        | 2017年10月 思潮社        |
| 第26回（2018年度） | 候補 | 西元直子         | 『くりかえしあらわれる火』                                      | 2018年4月 書肆山田       |
| 第26回（2018年度） | 候補 | 中尾太一         | 『ナウシカアの花の色と、〇七年の風の束』                        | 2018年5月 書肆子午線     |
| 第26回（2018年度） | 候補 | 和田まさ子       | 『軸足をずらす』                                                | 2018年8月 思潮社         |
| 第27回（2019年度） | 受賞 | 和合亮一         | 『ＱＱＱ』                                                      | 2018年10月 思潮社        |
| 第27回（2019年度） | 候補 | 最果タヒ         | 『天国と、とてつもない暇』                                      | 2018年9月 小学館         |
| 第27回（2019年度） | 候補 | 暁方ミセイ       | 『紫雲天気、嗅ぎ回る 岩手歩行詩篇』                             | 2018年10月 港の人        |
| 第27回（2019年度） | 候補 | 野村喜和夫       | 『薄明のサウダージ』                                            | 2019年5月 書肆山田       |
| 第27回（2019年度） | 候補 | 相沢正一郎       | 『パウル・クレーの〈忘れっぽい天使〉を だいどころの壁にかけた』 | 2019年7月 書肆山田       |
| 第27回（2019年度） | 候補 | 岩阪恵子         | 『鳩の時間』                                                    | 2019年8月 思潮社         |
| 第28回（2020年度） | 受賞 | マーサ・ナカムラ | 『雨をよぶ灯台』                                                | 2020年1月 思潮社         |
| 第28回（2020年度） | 候補 | 管啓次郎         | 『犬探し／犬のパピルス』                                        | 2019年9月 インスクリプト |
| 第28回（2020年度） | 候補 | 阿部日奈子       | 『素晴らしい低空飛行』                                          | 2019年9月 書肆山田       |
| 第28回（2020年度） | 候補 | 朝吹亮二         | 『ホロウボディ』                                                | 2019年10月 思潮社        |
| 第28回（2020年度） | 候補 | 水島英己         | 『野の戦い、海の思い』                                          | 2019年10月 思潮社        |
| 第29回（2021年度） | 受賞 | 岸田将幸         | 『風の領分』                                                    | 2021年3月 書肆子午線     |
| 第29回（2021年度） | 候補 | 田口犬男         | 『ハイドンな朝』                                                | 2021年1月 ナナロク社     |
| 第29回（2021年度） | 候補 | 山田亮太         | 『誕生祭』                                                      | 2021年5月 七月堂         |
| 第29回（2021年度） | 候補 | 須永紀子         | 『時の錘り。』                                                  | 2021年5月 思潮社         |
| 第29回（2021年度） | 候補 | 大崎清夏         | 『踊る自由』                                                    | 2021年6月 左右社         |
| 第29回（2021年度） | 候補 | 貞久秀紀         | 『外のなかで』                                                  | 2021年6月 思潮社         |
| 第30回（2022年度） | 受賞 | 川口晴美         | 『やがて魔女の森になる』                                        | 2021年12月 思潮社        |
| 第30回（2022年度） | 候補 | 阿部はるみ       | 『からすのえんどう』                                            | 2021年10月 書肆山田      |
| 第30回（2022年度） | 候補 | 福田拓也         | 『DEATHか裸』                                                   | 2022年3月 コトニ社       |
| 第30回（2022年度） | 候補 | 山崎佳代子       | 『黙然をりて』                                                  | 2022年3月 書肆山田       |
| 第30回（2022年度） | 候補 | 井戸川射子       | 『遠景』                                                        | 2022年6月 思潮社         |

### 第31回から
| 回（年）           | 賞   | 受賞者     | 受賞作                           | 刊行                         |
| ------------------ | ---- | ---------- | -------------------------------- | ---------------------------- |
| 第31回（2023年度） | 受賞 | 杉本真維子 | 『皆神山』                       | 2023年4月 思潮社             |
| 第31回（2023年度） | 候補 | 草間小鳥子 | 『源流のある町』                 | 2022年10月 七月堂            |
| 第31回（2023年度） | 候補 | 水沢なお   | 『シー』                         | 2022年10月 思潮社            |
| 第31回（2023年度） | 候補 | 文月悠光   | 『パラレルワールドのようなもの』 | 2022年10月 思潮社            |
| 第31回（2023年度） | 候補 | 暁方ミセイ | 『青草と光線』                   | 2023年3月 七月堂             |
| 第31回（2023年度） | 候補 | 巻上公一   | 『濃厚な虹を跨ぐ』               | 2023年4月 左右社             |
| 第32回（2024年度） | 受賞 | 最果タヒ   | 『恋と誤解された夕焼け』         | 2024年5月 新潮社             |
| 第32回（2024年度） | 候補 | 飯沢耕太郎 | 『トリロジー 冬／夏／春』        | 2024年2月 港の人             |
| 第32回（2024年度） | 候補 | 野木京子   | 『廃屋の月』                     | 2024年3月 書肆子午線         |
| 第32回（2024年度） | 候補 | 新井高子   | 『おしらこさま綺聞』             | 2024年3月 幻戯書房           |
| 第32回（2024年度） | 候補 | 橘しのぶ   | 『水栽培の猫』                   | 2024年6月 思潮社             |
| 第32回（2024年度） | 候補 | 河野俊一   | 『詩集 ストーマの朝』            | 2024年6月 土曜美術社出版販売 |

## 選考委員
- 第1回から第4回 - 秋山駿、清岡卓行、田村隆一、辻井喬、那珂太郎
- 第5回から第6回 - 秋山駿、清岡卓行、清水哲男、辻井喬、那珂太郎
- 第7回から第12回 - 天沢退二郎、富岡多恵子、司修、清水哲男、吉増剛造
- 第13回から第14回 - 入沢康夫、清水哲男、白石かずこ、高橋源一郎、司修
- 第15回から第19回 入沢康夫、岡井隆、白石かずこ、高橋源一郎、平田俊子
- 第20回から　吉増剛造、松浦寿輝、岡井隆、高橋源一郎、平田俊子